# وليام نجوكو
وليام نجوكو (بالإنجليزية: William Njoku)‏ مواليد 5 مارس 1972 في أكرا، هو لاعب كرة سلة كندي. بدأ مسيرته الاحترافية في سنة 1993. تم اختياره من قبل فريق إنديانا بايسرز خلال الدرافت. يبلغ طوله 6 قدم 10 بوصة (2.1 م). اعتزل اللعب في 2007. لعب مع إلان شالون وبشكتاش لكرة السلة.

## روابط خارجية
- وليام نجوكو على موقع الاتحاد الدولي لكرة السلة (الإنجليزية)
- وليام نجوكو على موقع سبورتس رفرنس (الإنجليزية)
- وليام نجوكو على موقع كرة السلة الأوروبية.كوم (الإنجليزية)
- وليام نجوكو على موقع ريلجم (الإنجليزية)
- وليام نجوكو على موقع بروبوليرز (الإنجليزية)